# Krzyż Zasługi za Dzielność
Krzyż Zasługi za Dzielność – polskie odznaczenie państwowe ustanowione w 1928, jako odmiana Krzyża Zasługi, celem szczególnego wyróżnienia żołnierzy, funkcjonariuszy Policji i służb mundurowych. Krzyż został zniesiony w 1944 i wznowiony w 1992.
To odznaczenie nie jest podzielone na stopnie.

## Zasady nadawania

### Historia
Krzyż Zasługi za Dzielność został ustanowiony rozporządzeniem Prezydenta RP z dnia 7 marca 1928. Był odznaczeniem nadawanym funkcjonariuszom Policji Państwowej, żołnierzom Korpusu Ochrony Pogranicza oraz funkcjonariuszom Straży Celnej za czyny spełnione w specjalnie ciężkich warunkach z wykazaniem wyjątkowej odwagi, z narażeniem życia lub zdrowia, w obronie prawa, nietykalności granic państwowych oraz życia i mienia obywateli. Po zmianach z 25 maja 1939, był nadawany również żołnierzom Wojska Polskiego, funkcjonariuszom Policji Państwowej i Policji Województwa Śląskiego oraz Straży Granicznej.
Krzyż mógł być nadany tej samej osobie tylko trzy razy. Nadawał go Prezes Rady Ministrów na wniosek Ministra Spraw Wewnętrznych lub Ministra Skarbu, a od 1939 roku także Ministra Spraw Wojskowych.
Z przyznaniem Krzyża Zasługi za Dzielność po raz pierwszy lub drugi wiązała się dożywotnia pensja w wysokości 200 ówczesnych złotych rocznie (płatna 2 stycznia). Krzyże Zasługi przyznane przed wejściem w życie rozporządzenia żołnierzom KOP, funkcjonariuszom Policji i Straży Celnej, za czyny uzasadniające nadanie Krzyża Zasługi za Dzielność, zamieniano na Krzyż Zasługi za Dzielność. Odznaczeni otrzymywali Krzyż bezpłatnie.
Po II wojnie światowej, Krzyż Zasługi za Dzielność nie został przyjęty do nowego systemu odznaczeń Polski Ludowej z 22 grudnia 1944.

### Obecnie
Krzyż Zasługi za Dzielność został ponownie włączony do polskiego systemu odznaczeń ustawą z dnia 16 października 1992 o orderach i odznaczeniach. Nadaje się go obecnie policjantom, funkcjonariuszom Agencji Bezpieczeństwa Wewnętrznego, Agencji Wywiadu (początkowo: UOP), Służby Wywiadu Wojskowego, Służby Kontrwywiadu Wojskowego, Centralnego Biura Antykorupcyjnego, Straży Granicznej, Służby Celno-Skarbowej, Straży Pożarnej oraz żołnierzom za czyny spełnione w specjalnie ciężkich warunkach, z wykazaniem wyjątkowej odwagi, z narażeniem życia lub zdrowia, w obronie prawa, nietykalności granic państwowych oraz życia, mienia i bezpieczeństwa obywateli. Może być wyjątkowo nadawany także innym osobom.
Krzyż Zasługi Za Dzielność może być nadany tej samej osobie wielokrotnie. Nadawany jest przez Prezydenta RP. Wnioski o nadanie Krzyża Zasługi Za Dzielność przedstawia Prezydentowi Minister Spraw Wewnętrznych albo Minister Obrony Narodowej.
Przed II wojną światową Krzyż Zasługi Za Dzielność nosiło się na lewej piersi, w kolejności po Krzyżu Walecznych, a przed Złotym Krzyżem Zasługi. Od 1992, nosiło się go w kolejności po Złotym Krzyżu Zasługi i Srebrnym Krzyżu Zasługi z Mieczami, a przed Srebrnym Krzyżem Zasługi. W rozporządzeniu Prezydenta Rzeczypospolitej Polskiej z dnia 31 lipca 2007 został usytuowany po Krzyżu Wojskowym, a przed Złotym Krzyżem Zasługi z Mieczami.

## Opis odznaki
Odznaka Krzyża Zasługi za Dzielność jest identyczna jak Srebrnego Krzyża Zasługi, z tym że na górnym i bocznych ramionach posiada napis: ZA / DZIEL/NOŚĆ srebrnymi literami.
Wstążka Krzyża jest pąsowa (w II RP wstążka była amarantowa), szerokości 40 mm z niebieskimi paskami po bokach o szerokości 3 mm (odpowiadająca Krzyżowi Zasługi), z tym, że w latach 1928–1945 uzupełniona była niebiesko-zielonym (w połowie niebieskim – chabrowym, a połowie zielonym) paskiem szerokości 10 mm biegnącym ukośnie od prawego górnego do lewego dolnego rogu. Od 1992 roku pośrodku wstążki jest pionowy niebiesko-zielony pasek szerokości 4 mm.
Kolejne nadanie Krzyża Zasługi Za Dzielność oznacza się przez nałożenie na wstążkę posiadanego już Krzyża okucia w kształcie srebrzonej, gładkiej, matowej listewki szerokości 5 mm z polerowanymi krawędziami.

### Baretki

#### II RP
Analogicznie do wyglądu wstążki odznaczenia, baretkę Krzyża Zasługi uzupełniano ukośnym chabrowo-zielonym paskiem. Na baretkach Krzyża Zasługi za Dzielność zakładane były oznaki dodatkowe w postaci okuć:
| Baretki Krzyża Zasługi za Dzielność (II RP) | Baretki Krzyża Zasługi za Dzielność (II RP) | Baretki Krzyża Zasługi za Dzielność (II RP) |
| ------------------------------------------- | ------------------------------------------- | ------------------------------------------- |
| nadany po raz pierwszy                      | nadany dwukrotnie                           | nadany trzykrotnie                          |

#### III RP
Baretkę sporządza się ze wstążki odznaczenia. Na baretkę nakłada się pionowe srebrzone galoniki kolejnych nadań odznaczenia.
| Baretki Krzyża Zasługi Za Dzielność (od 1992) | Baretki Krzyża Zasługi Za Dzielność (od 1992) | Baretki Krzyża Zasługi Za Dzielność (od 1992) | Baretki Krzyża Zasługi Za Dzielność (od 1992) | Baretki Krzyża Zasługi Za Dzielność (od 1992) |
| --------------------------------------------- | --------------------------------------------- | --------------------------------------------- | --------------------------------------------- | --------------------------------------------- |
| nad. po raz pierwszy                          | nad. dwukrotnie                               | nad. trzykrotnie                              | nad. czterokrotnie                            | nad. pięciokrotnie                            |

## Odznaczeni
Do 11 listopada 1935 Krzyżem Zasługi za Dzielność zostało odznaczonych 233 policjantów, w tym 20 oficerów i 213 szeregowych, z czego 38 pośmiertnie. Liczba nadań w okresie II RP do końca 1938 wyniosła 377 szt.
W latach 1992–2009 przyznano 2384 Krzyży Zasługi za Dzielność.